# 社口號誌站
社口號誌站，位於台灣臺中市神岡區，曾為臺灣鐵路管理局神岡線（現已廢止）通車後所增設的鐵路號誌站，位於已停用的民族路平交道旁，已廢站。站址位置大約位於今神岡區昌平路五段上。

## 歷史
- 1957年8月21日：設站[2]。
- 1961年5月15日：撤銷潭子-神岡間牌劵式及社口、神岡兩站之號誌設備[2]。
- 1999年7月1日：隨著神岡線停駛而廢止。

## 車站構造

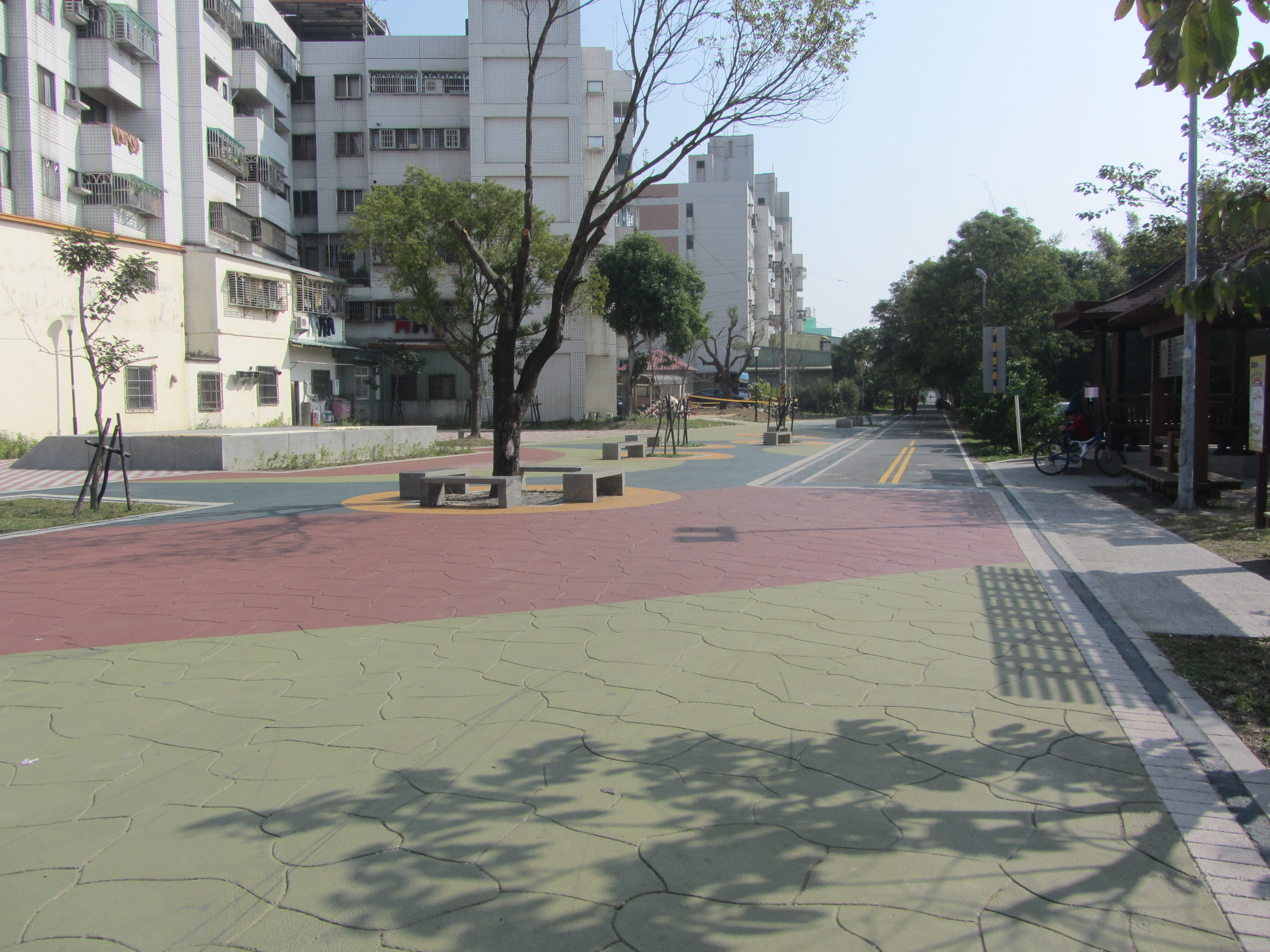
2014年1月的社口號誌站站場

- 水泥站房一棟，站場設有兩股線供列車交會。

## 利用狀況
- 為有人號誌站，派駐站員處理行車業務。
- 社口號誌站同時是維護神岡線的台鐵社口道班駐紮處。
- 站房後方是台鐵道班的員工宿舍。

## 車站週邊
- 社口林宅
- 社口國小
- 神岡國中
- 潭雅神自行車道